# Municipio de Formosa
El municipio de Formosa (en inglés: Formosa Township) es un municipio ubicado en el condado de Van Buren en el estado estadounidense de Arkansas. En el año 2010 tenía una población de 675 habitantes y una densidad poblacional de 12,67 personas por km².

## Geografía
El municipio de Formosa se encuentra ubicado en las coordenadas 35°29′00″N 92°30′48″O / 35.48333, -92.51333. Según la Oficina del Censo de los Estados Unidos, el municipio tiene una superficie total de 53.29 km², de la cual 52,78 km² corresponden a tierra firme y (0,97 %) 0,52 km² es agua.

## Demografía
Según el censo de 2010, había 675 personas residiendo en el municipio de Formosa. La densidad de población era de 12,67 hab./km². De los 675 habitantes, el municipio de Formosa estaba compuesto por el 94,22 % blancos, el 1,19 % eran afroamericanos, el 0,44 % eran amerindios, el 1,33 % eran de otras razas y el 2,81 % eran de una mezcla de razas. Del total de la población el 2,96 % eran hispanos o latinos de cualquier raza.